# Limón Fútbol Club
Maillots
Le Limón Fútbol Club est un club de football costaricien fondé le 10 juillet 1961 et basé dans la ville de Puerto Limón au Costa Rica. 
Le club créé sous le nom d'Asociación Deportiva Limonense est vice-champion du Costa Rica lors de la saison 1980-1981. 

## Palmarès
- Championnat du Costa Rica
  - Vice-champion : 1981